# 卡尼亞斯戈爾達斯
卡尼亞斯戈爾達斯（西班牙語：Cañas Gordas），是巴拿馬的城鎮，位於該國西部，由奇里基省的雷納西米恩托區負責管轄，面積60.8平方公里，海拔高度1,020米，2010年人口为3,090人，人口密度为每平方公里50.8人。